# 60ª Brigata meccanizzata "Inhulec"
La 60ª Brigata meccanizzata autonoma "Inhulec" (in ucraino 60-та окрема механізована Інгулецька бригада?, 60-ta okrema mechanizovana Inhulec'ka bryhada, unità militare A1962) è un'unità di fanteria meccanizzata delle Forze terrestri ucraine, subordinata al Comando operativo "Sud".

## Storia
La brigata, creata il 10 novembre 2015 come 60ª Brigata di fanteria facente parte del Corpo di Riserva dell'esercito ucraino, ha svolto le prime esercitazioni militari nella regione di Cherson nel febbraio 2016. Vi hanno preso parte anche numerosi soldati reduci dalle ostilità nell'Ucraina orientale durante la guerra del Donbass.
La brigata è stata mobilitata durante l'invasione russa dell'Ucraina del 2022, venendo trasferita dalla riserva al Comando Operativo "Sud", dove ha inizialmente difeso l'oblast' di Cherson e contribuito anche alla liberazione di alcuni villaggi nel mese di marzo. Nei mesi successivi è stata schierata nella parte settentrionale della regione, combattendo lungo il corso del Dnepr. Il 24 agosto 2022 è stata ufficialmente intitolata al fiume Inhulec', corso d'acqua che attraversa proprio la regione di Cherson. A settembre è stata pubblicamente ringraziata dal presidente dell'Ucraina Zelens'kyj per il successo delle operazioni sul fronte sud. Fra il 9 e l'11 novembre ha preso parte con successo alla fase conclusiva della controffensiva ucraina, avanzando verso Beryslav insieme alla 17ª Brigata corazzata e alla 128ª Brigata d'assalto da montagna fino al completo ritiro delle forze russe dalla sponda destra del Dnepr.
Nel mese di dicembre, in seguito alla completa liberazione di Cherson, la brigata è stata trasferita nell'area di Bachmut, punto cruciale delle operazioni offensive russe. Nello stesso periodo è stata trasformata in un'unità di fanteria meccanizzata. In particolare è stata impiegata a difesa del settore meridionale della città, fra Kliščiїvka e Ivanivs'ke, insieme alla 28ª Brigata meccanizzata. Nei mesi successivi soltanto il 97º Battaglione è rimasto a Bachmut, mentre il resto della brigata è stata mantenuta in riserva in previsione della futura controffensiva ucraina dell'estate 2023. Questo battaglione ha cooperato con altri due della 92ª e 93ª Brigata meccanizzata per un contrattacco locale a nord della città fra il 12 e il 13 maggio, respingendo le forze russe di 2-3 km. Nel settembre 2023 il 97º Battaglione, a causa delle pesanti perdite subite durante la battaglia di Bachmut, è stato ricostituito a partire dal distaccamento operazioni speciali "Azov-Kharkiv".
A dicembre 2023 la brigata è stata schierata nel settore a est di Lyman, sostituendo la 1ª Brigata operazioni speciali. Qui all'inizio di gennaio 2024 ha respinto un attacco russo insieme alla 21ª Brigata meccanizzata. È rimasta schierata nell'area nel corso di tutto l'anno; all'inizio di novembre, operando insieme alla 66ª Brigata meccanizzata, ha inflitto diverse perdite al 283º Reggimento della 144ª Divisione fucilieri motorizzata durante un assalto in direzione di Terny.
Il 26 febbraio 2025 è stata insignita del titolo onorifico "Per il Valore e il Coraggio" da parte del presidente ucraino Volodymyr Zelens'kyj. All'inizio di luglio è stata trasferita dall'11º al 3º Corpo d'armata, recentemente costituito sulla base della 3ª Brigata d'assalto "Azov" nelle vicinanze della quale la 60ª Brigata stava operando sul fronte di Luhans'k.

## Struttura
- Comando di brigata[24]
- 96º Battaglione meccanizzato
- 97º Battaglione meccanizzato (unità militare A0414)[25]
- 98º Battaglione meccanizzato (unità militare A0335)
- 16º Battaglione fucilieri (Ternopil', unità militare А7100)[26]
- 19º Battaglione fucilieri (Chmel'nyc'kyj, unità militare A7103)[27]
- 37º Battaglione fucilieri (unità militare A4069)[28]
- Battaglione corazzato (T-64BV)
- Battaglione sistemi senza pilota "Vidar"
- Gruppo d'artiglieria
  - Batteria acquisizione obiettivi
  - Battaglione artiglieria campale (M777)
  - Battaglione artiglieria semovente (2S1 Gvozdika)
  - Battaglione artiglieria lanciarazzi (BM-21 Grad)
  - Battaglione artiglieria controcarri (MT-12 Rapira)
- Battaglione artiglieria missilistica contraerei
- Battaglione genio
- Battaglione manutenzione
- Battaglione logistico
- Compagnia ricognizione
- Compagnia cecchini
- Compagnia guerra elettronica
- Compagnia comunicazioni
- Compagnia radar
- Compagnia difesa NBC
- Compagnia medica

## Simboli
Lo stemma della brigata rappresenta un leone dorato con artigli rossi che tiene nella zampa una lancia con una bandiera blu. Il leone simboleggia la forza, il coraggio e la generosità. Era inoltre il sigillo della Palanka di Samar, entità amministrativa territoriale del Sič di Zaporižžja sul cui territiorio attuale è stata costituita l'unità, e indica quindi l'eredità delle tradizioni cosacche nelle Forze armate ucraine.

## Comandanti
- Colonnello Viktor Skaternoj (marzo 2022 - marzo 2023)[30]
- Colonnello Andrij Borodin (aprile 2023 - in carica)[31]